# Командный чемпионат СССР по русским шашкам 1967
Командный чемпионат СССР по шашкам 1967 года (оригинальное название IX командное первенство СССР по шашкам) прошло в Одессе. Играли команды ССР и команды городов Ленинграда и Москвы. Приняли участие 15 команд. В составе команды — 6 досок, обязательно было присутствие юниоров (не старше 1946 г.р.) на IV доске и двух женщин (V и VI доски). Соревнования проводились в русские и международные шашки (6 и 4 досок соответственно).
Сначала команды сыграли в полуфиналы, после которых были разбиты на три финальные группы. В них турнир шел по круговой системе. Зачет шел по малым очкам, максимально возможное количество очков в матче — 10.
Победила сборная Латвийской ССР в составе: Андрис Андрейко, Валдис Звирбулис, Борис Гуревич, Эммануил Меринс, Анатолий Субботин, Пётр Попов, Айвар Войцещук, Велло Лухт, Иоганна Цыне (Цине), Бирута Михневич, тренер П. Фрейденфельд.

## Результаты
Первая финальная группа
1. Латия — 27,5 очков.
2. Ленинград — 27.
3.Украина — 27.
4. Белоруссия — 25.
5. Узбекистан — 22.
6. Москва — 21,5.
Вторая финальная группа
1 (итоговое место — 7). РСФСР — 33 очка.
2 (8). Азербайджан — 28.
3 (9). Литва — 28.
4 (10). Эстония — 23, 5.
5 (11). Молдавия −21.
6 (12). Грузия — 16,5.
Третья финальная группа
1 (итоговое место — 13). Казахстан — 11,5 очков.
2 (14). Киргизия — 10.
3 (15). Армения — 8.